# کوکی ماتسوزاوا
کوکی ماتسوزاا (ژاپنی: 松澤 香輝؛ زادهٔ ۳ آوریل ۱۹۹۲) یک بازیکن فوتبال اهل ژاپن است.
از باشگاه‌هایی که در آن بازی کرده‌است می‌توان به باشگاه فوتبال ویسل کوبه و باشگاه فوتبال توکوشیما ورتیس اشاره کرد.